# Лемон-Гроув (Флорида)
Лемон-Гроув (англ. Lemon Grove) — переписна місцевість (CDP) в США, в окрузі Гарді штату Флорида. Населення — 637 осіб (2020).

## Географія
Лемон-Гроув розташований за координатами 27°35′38″ пн. ш. 81°39′2″ зх. д. / 27.59389° пн. ш. 81.65056° зх. д. (27.593971, -81.650588).  За даними Бюро перепису населення США в 2010 році переписна місцевість мала площу 77,30 км², з яких 77,28 км² — суходіл та 0,02 км² — водойми.

## Демографія
Згідно з переписом 2010 року, у переписній місцевості мешкало 657 осіб у 226 домогосподарствах у складі 176 родин. Густота населення становила 8 осіб/км².  Було 272 помешкання (4/км²).
Расовий склад населення:
| - 92,5 % — білих - 2,4 % — азіатів - 1,4 % — чорних або афроамериканців - 0,3 % — корінних американців - 2,4 % — осіб інших рас |

До двох чи більше рас належало 0,9 %. Частка іспаномовних становила 12,6 % від усіх жителів.
За віковим діапазоном населення розподілялося таким чином: 26,2 % — особи молодші 18 років, 62,5 % — особи у віці 18—64 років, 11,3 % — особи у віці 65 років та старші. Медіана віку мешканця становила 37,4 року. На 100 осіб жіночої статі у переписній місцевості припадало 107,9 чоловіків;  на 100 жінок у віці від 18 років та старших — 100,4 чоловіків також старших 18 років.
Середній дохід на одне домашнє господарство  становив 103 758 доларів США (медіана — 25 729), а середній дохід на одну сім'ю — 131 056 доларів (медіана — 26 979). За межею бідності перебувало 64,9 % осіб, у тому числі 96,0 % дітей у віці до 18 років та 0,0 % осіб у віці 65 років та старших.
Цивільне працевлаштоване населення становило 228 осіб. Основні галузі зайнятості: сільське господарство, лісництво, риболовля — 26,8 %, мистецтво, розваги та відпочинок — 24,1 %, роздрібна торгівля — 20,2 %.